# Własność (filozofia)
Własność (łac. dominium, nłac. proprium) – w sensie węższym synonim cechy (w rozumieniu metafizycznym, a więc wszystkiego – prócz istoty i istnienia – co o danym przedmiocie można orzec; tak rozumiana cecha/własność jest synonimem przypadłości). W sensie szerszym każde określenie, które przysługuje danemu przedmiotowi: tak rozumiana własność jest rodzajem właściwości. 